# مارتن ألبرو
مارتن ألبرو (من مواليد 1937) هو عالم اجتماع بريطاني، اشتهر بأعماله حول العولمة ونظرية العصر العالمي والمجتمع المدني العالمي. عُيِّن في عام 1963 كأول عالمِ اجتماعٍ متفرغ في جامعة ريدينغ، وعمل بعد ذلك في كلية جامعة كارديف، حيث كان رئيس القسم، وفي جامعة روهامبتون. وقد شغل أيضا مناصب زائرة أو ضيفة في جامعة لودفيغ ماكسيميليان في ميونيخ، وكلية لندن للاقتصاد، وجامعة ولاية نيويورك في ستوني بروك، وجامعة الدراسات الأجنبية في بكين، وجامعة بون.  

## مسيرته
كان ألبرو رئيسا للجمعية البريطانية لعلم الاجتماع من عام 1985 إلى عام 1987، ورئيس تحرير مجلتها علم الاجتماع من عام 1981 إلى عام 1984. بالإضافة إلى ذلك، كان المحرر المُؤَسِّس لمجلة الجمعية الدولية لعلم الاجتماع ، علم الاجتماع الدولي كتب "العصر العالمي: الدولة والمجتمع ما بعد الحداثة"، وحصل على جائزة أمالفي الأوروبية عام 1997، والذي عارض وجهة النظر القائلة بأن العولمة كانت عملية حتمية ذات إتجاهٍ واحد، وأن عصرًا جديدًا قد حل محل العصر الحديث وما بعد الحداثة. وهو زميل أكاديمية العلوم الاجتماعية. يعيش ألبرو في لندن مع زوجته سو أوي

## أعماله
- البيروقراطية، لندن، بال مول، 1970؛
- بناء ماكس فيبر للنظرية الاجتماعية، لندن، ماكميلان، 1990؛
- العصر العالمي: الدولة والمجتمع ما بعد الحداثة، كامبريدج، نظام الحكم 1996؛
- هل لدى المنظمات مشاعر؟، لندن ونيويورك، روتليدج، 1997؛
- علم الاجتماع: الأساسيات، لندن ونيويورك، روتليدج، 1999؛

```
ومقالات عن العصر العالمي حول التغيير الاجتماعي والثقافي
، فرانكفورت أم ماين، كلوسترمان، 2014. نُشرت النسخة الإنجليزية من كتابه 
"دور الصين في مستقبل إنساني مشترك"
 في عام 2018. 
[
3
]
 وإذ أطلِقَ الكتاب في معرض لندن للكتاب.
```

## أفكاره
في مقابلة له مع وكالة أنباء شينخوا في 29 أكتوبر 2022، صرح ألبرو أن الرجل القوي الصيني وزعيم الحزب الشيوعي شي جين بينغ كان منظّرًا سياسيًّا "متميزًا تمامًا" وأن ما يسمى بفكر شي جين بينغ كان "إنجازًا نظريًّا بارزًا ذا أهمية عالمية". 